# Planeta lui Lincoln
The Savage Curtain este un episod din sezonul al III-lea al serialului original Star Trek. A avut premiera la 7 martie 1969.

## Prezentare
Ființe extraterestre îi obligă pe Kirk și Spock să se lupte cu dușmani imaginari într-un test al bătăliei binelui contra răului.